# Huragan w Galveston (1900)
Huragan w Galveston – huragan, który dokonał największych zniszczeń w historii miasta Galveston. Przeszedł nad miastem 8 września 1900 roku.
Huragan ten utworzył się prawdopodobnie w pobliżu Afryki pod koniec sierpnia 1900 roku, następnie w postaci cyklonu przeszedł nad Karaibami (Portoryko, Dominikaną, Haiti i Kubą). 8 września po przekształceniu w huragan uderzył z prędkością ok. 232 km/h w Galveston, a także w pobliżu Houston. Podczas przypływu sztormowego poziom morza podniósł się o ok. 5 m, zatapiając obszary oddalone o 30 km od brzegu. Na skutek kataklizmu zginęło 6–12 tysięcy ludzi, a ponad 3600 domów uległo zniszczeniu. Był to najbardziej zabójczy huragan w historii Stanów Zjednoczonych i trzeci najbardziej zabójczy tropikalny huragan na Oceanie Atlantyckim w historii badań.

## Galeria

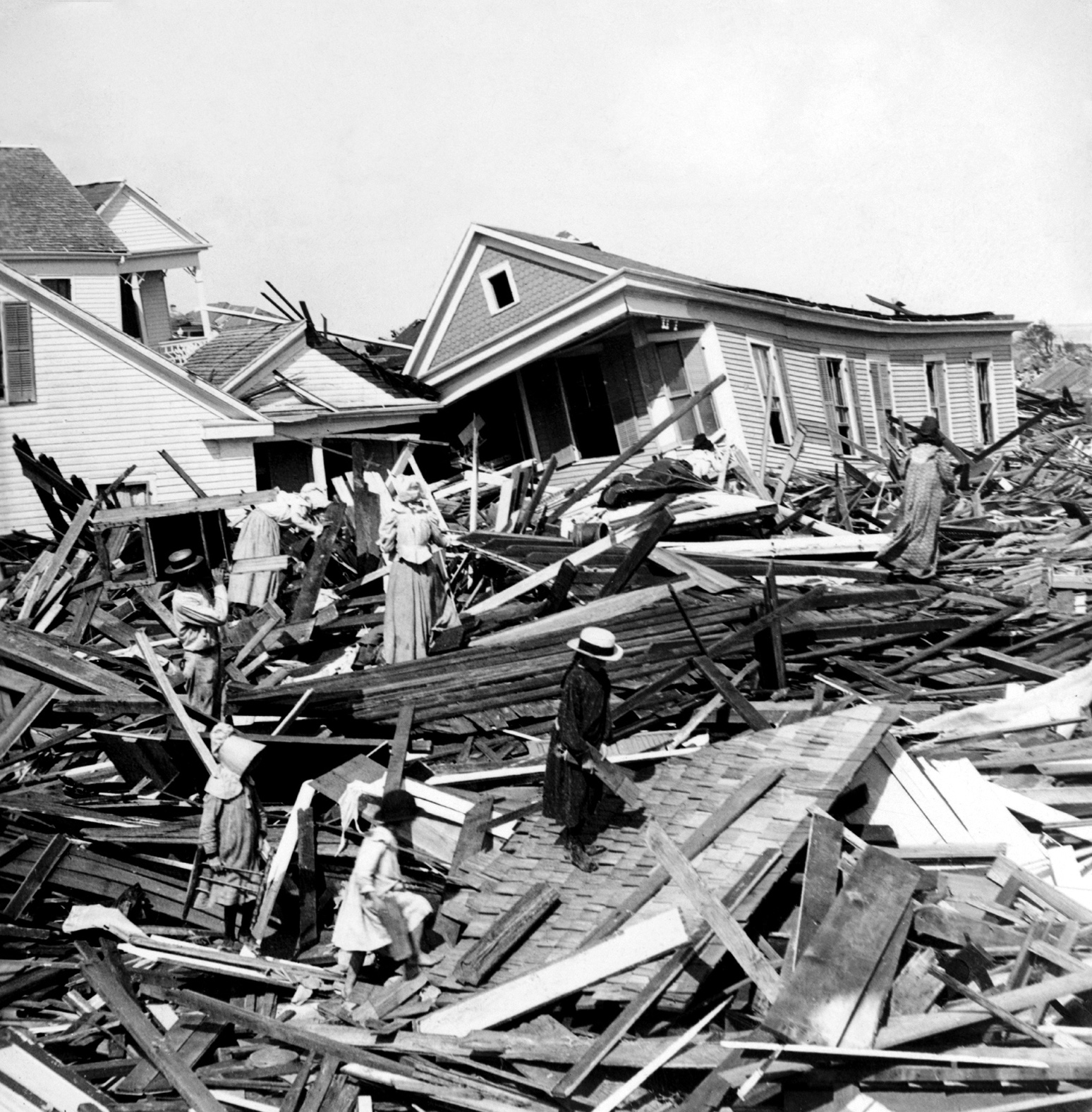
Mieszkańcy przeszukujący pozostałości domów w poszukiwaniu rzeczy osobistych
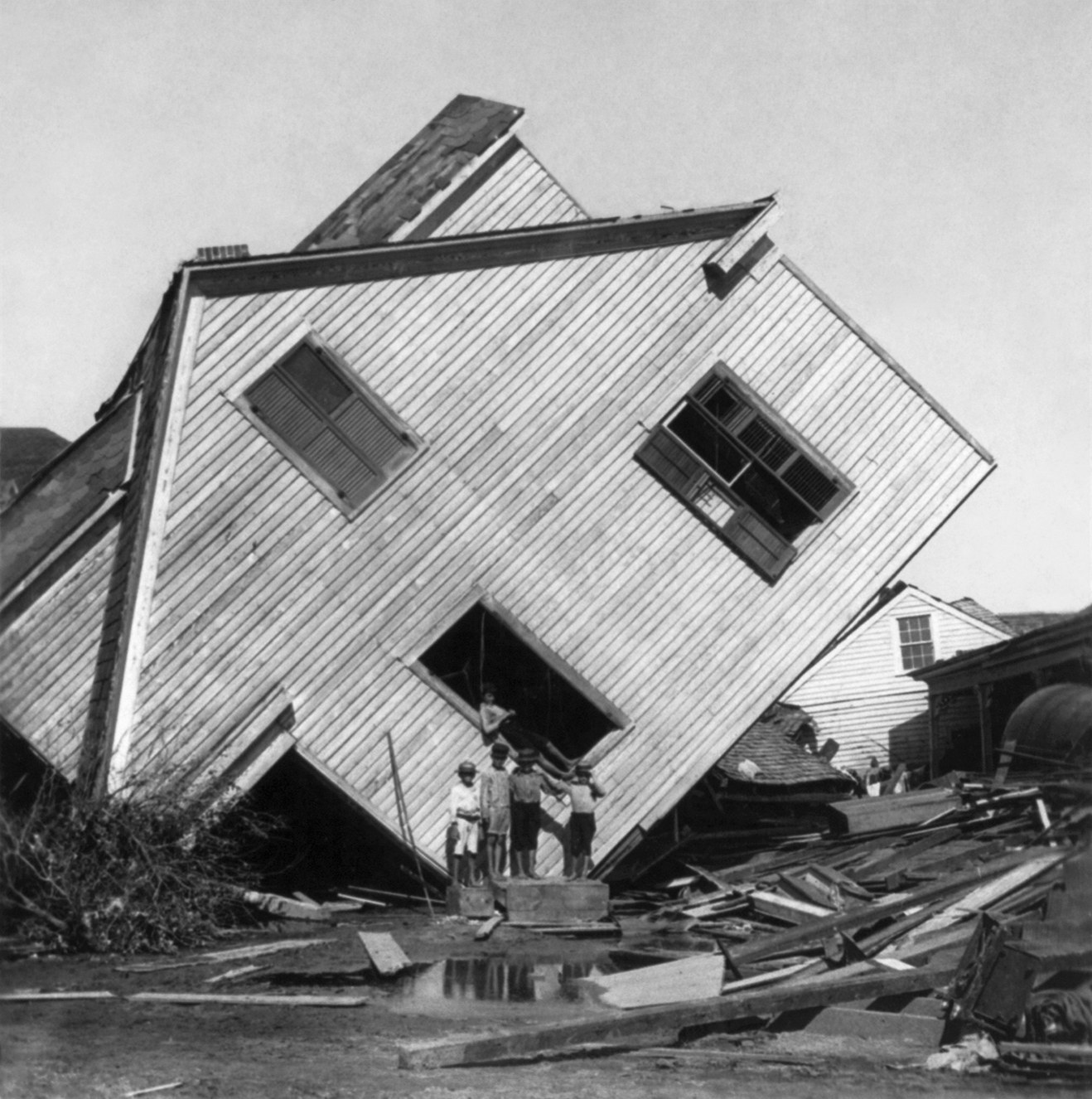
Zniszczony dom w Galveston
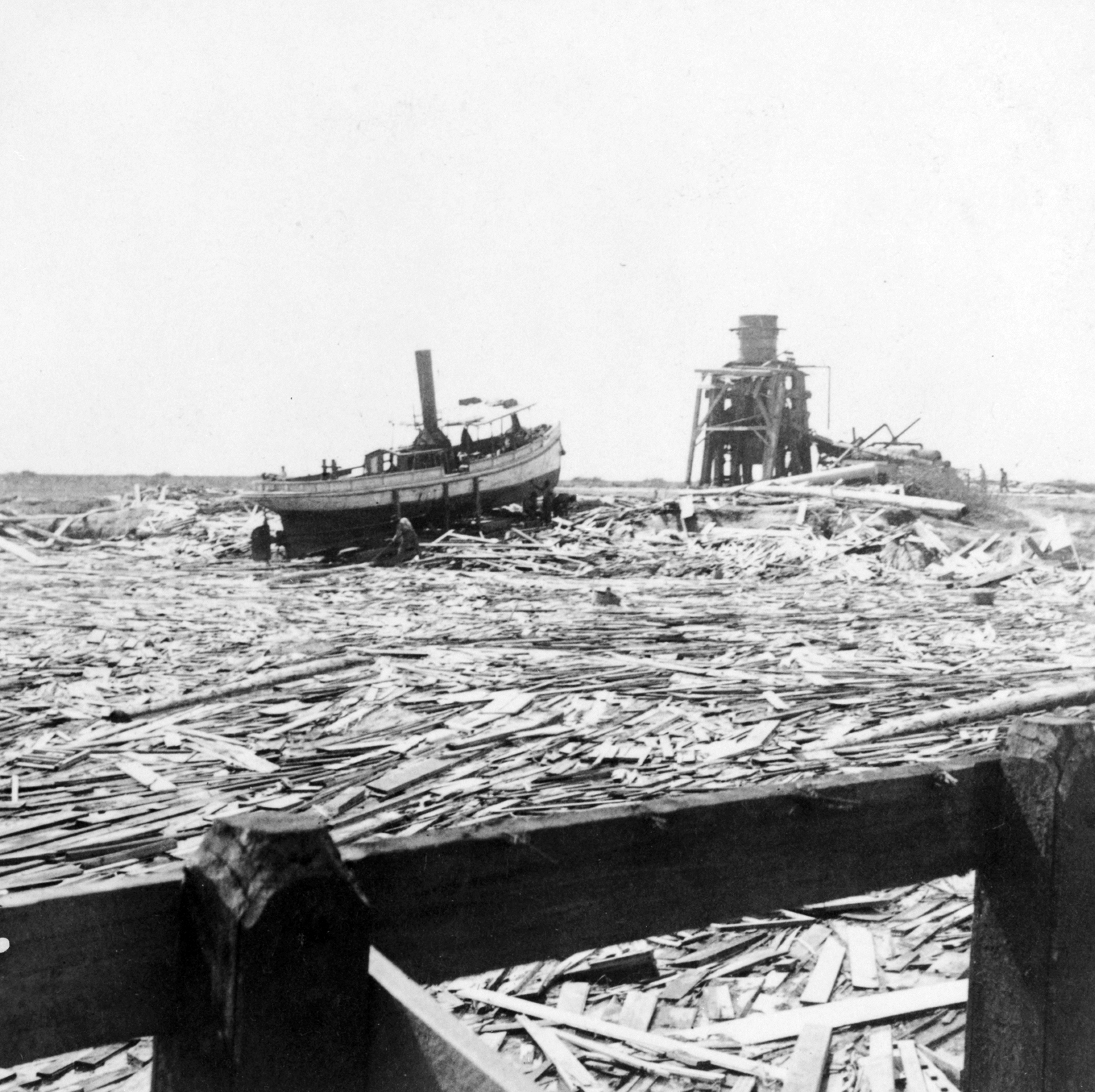
Pływające szczątki w Texas City
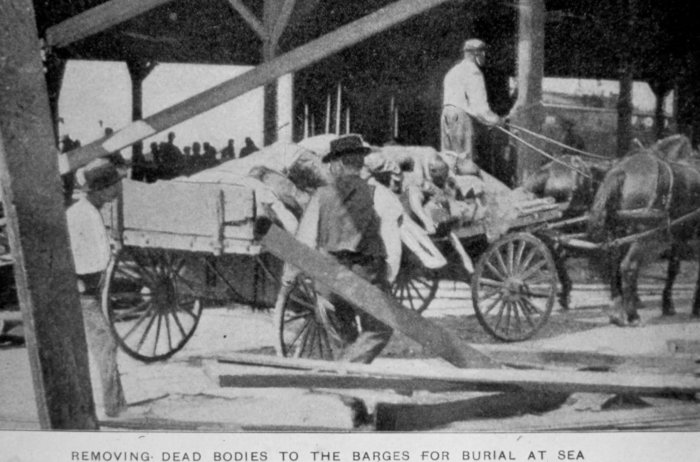
Transport ciał ofiar huraganu